# Pasiones encendidas
Pasiones encendidas é uma telenovela mexicana, produzida pela Televisa e exibida em 1978 pelo El Canal de las Estrellas.

## Elenco
- Amparo Rivelles - María Montaño
- Jorge Vargas - Ricardo Reyes
- Valentín Trujillo - Marcial Reyes
- Verónica Castro - Martha
- Carlos Bracho - Fernando
- Rita Macedo - Elvira de Reyes
- Fernando Balzaretti - Antonio Reyes
- María Rubio - Lidia
- Aarón Hernán - Luis
- Susana Alexander - Andrea
- Milton Rodrígues - Franco Vega
- Lilia Michel - Alicia
- Andrea Palma - Clemencia
- Marina Dorell - Leticia
- Mario Sauret - Tomás
- Tony Bravo - Carlos
- José Antonio Ferral - Leoncio
- Julieta Egurrola - Alba
- Miguel Palmer - Lic. Tinoco
- Arturo Benavides - Fausto
- Maristel Molina - Elenita
- Merle Uribe - Monique
- León Singer - Teniente Ramírez
- Ernesto Marín - Pablito